# Дружный (Кунашакский район)
Дру́жный — посёлок в Кунашакском районе Челябинской области. Административный центр Урукульского сельского поселения.

## География
Село расположено на северо-восточном берегу озера Урукуль. Расстояние до районного центра, Кунашака, 20 км.

## Население
| 2002 | 2010 |
| ---- | ---- |
| 960  | ↗969 |

По данным Всероссийской переписи, в 2010 году численность населения посёлка составляла 969 человек (463 мужчины и 506 женщин).
Проживают русские, башкиры.

## Улицы
Уличная сеть посёлка состоит из 11 улиц.